# Streptoglossa cylindriceps
Streptoglossa cylindriceps là một loài thực vật có hoa trong họ Cúc. Loài này được (J.M.Black) Dunlop miêu tả khoa học đầu tiên năm 1981.